# Estehárd megye

Alborz tartomány megyéinek elhelyezkedése

Esztehárd megye (perzsául: شهرستان اشتهارد, Ŝahrestāne Eŝtāhārd) Irán Alborz tartománynak délnyugati fekvésű megyéje az ország északi részén. Északon Nazarábád megye, északkeleten Szávodzsbolág megye, keleten Karadzs megye, délen, délnyugaton a Markazi tartományban fekvő Zarandije megye határolják. Székhelye a 23 000 fős Estehárd városa. A megye lakossága 23 601 fő. A megye két további kerületre oszlik: Központi kerület és Palangábád kerület.

## Fordítás
- Ez a szócikk részben vagy egészben  az   Eshtehard County című angol Wikipédia-szócikk ezen változatának fordításán alapul.  Az eredeti cikk szerkesztőit annak laptörténete sorolja fel. Ez a jelzés csupán a megfogalmazás eredetét és a szerzői jogokat jelzi, nem szolgál a cikkben szereplő információk forrásmegjelöléseként.